# Liburnia niveopicta
Liburnia niveopicta är en insektsart som beskrevs av Haupt 1927. Liburnia niveopicta ingår i släktet Liburnia och familjen sporrstritar. Inga underarter finns listade i Catalogue of Life.